# Cuilonico
Cuilonico är en ort i Mexiko.   Den ligger i kommunen Coxcatlán och delstaten San Luis Potosí, i den centrala delen av landet, 230 km norr om huvudstaden Mexico City. Cuilonico ligger 334 meter över havet och antalet invånare är 189.
Terrängen runt Cuilonico är kuperad åt nordost, men åt sydväst är den bergig. Terrängen runt Cuilonico sluttar österut. Runt Cuilonico är det ganska tätbefolkat, med 100 invånare per kvadratkilometer. Närmaste större samhälle är Villa Terrazas, 10,8 km sydost om Cuilonico. I omgivningarna runt Cuilonico växer huvudsakligen savannskog.